# Wolfscharre
Wolfscharre ist ein Ortsteil von Nümbrecht im Oberbergischen Kreis im südlichen Nordrhein-Westfalen innerhalb des Regierungsbezirks Köln.

## Lage und Beschreibung
Der Ort liegt in Luftlinie rund 3,9 km westlich vom Ortszentrum von Nümbrecht entfernt.

## Geschichte

### Erstnennung
Im Jahr 1579 wurde der Ort das erste Mal urkundlich erwähnt und zwar „Thiel uff der Wolfsscharren“ wird in den Futterhaferzettel genannt.
Die Schreibweise der Erstnennung war uff der Wolfsscharren.

## Persönlichkeiten

### In Wolfscharre zeitweise gelebt
- Engelbert Humperdinck besuchte den Ort in den Ferien zur Sommerfrische